# Хилл, Юрели Корелли
Юре́ли Коре́лли Хилл (англ. Ureli Corelli Hill; 1802, Нью-Йорк, США — 2 сентября 1875, Патерсон, США) — американский музыкант, основатель и главный дирижёр Нью-Йоркского филармонического оркестра в 1842 — 1847 годах.

## Биография
Юрели Корелли Хилл родился в 1802 году в Нью-Йорке. Его дед, Фредерик Хилл, был армейским музыкантом-дудочником, а отец, Ури Килер Хилл, — музыкальным педагогом и композитором. Единственный брат Юрели, Джордж Гендель "Янки" Хилл, был писателем и актёром, известным благодаря своим театральным ролям, посвящённым американским персонажам.
В период 1828 — 1835 годов Хилл совмещал должности скрипача и дирижёра в Нью-Йоркском оркестре духовной музыки. В 1838 году под его управлением, впервые в Америке, была исполнена кантата Святой Павел (St. Paul) Феликса Мендельсона. В течение двух лет Хилл учился в Германии у одного из первых представителей романтического стиля в музыке, композитора, дирижёра и скрипача Луи Шпора. По возвращении в Нью-Йорк, 2-го апреля 1842 года он организовал встречу музыкантов, в ходе которой был основан Нью-Йоркский филармонический оркестр.  Юрели Корелли Хилл стал его первым главным дирижёром. 
7 декабря 1842 года состоялся инаугурационный концерт оркестра, в котором прозвучала Пятая симфония Бетховена под управлением Хилла. В концерте, программа которого была составлена в духе той эпохи,  участвовали несколько дирижёров и исполнялись фрагменты из опер, оркестровые произведения и камерная музыка. В том же концерте Хилл играл на скрипке в Фортепианном квинтете Гуммеля. Для участия в третьем сезоне Хилл пригласил в качестве дирижёров Луи Шпора и Феликса Мендельсона, однако никто из них не смог приехать в США. Впоследствии они были удостоены звания почётных членов филармонии. До 1849 года Хилл продолжал возглавлять Нью-Йоркский филармонический оркестр, который также исполнял произведения под управлением шести других дирижёров. 
С 1847 по 1850 год Хилл находился в Огайо. Вернувшись в Нью-Йорк, он подписал контракт в качестве скрипача и члена совета оркестра. Хилл активно участвовал в дискуссиях по поводу характера американской музыки и роли, которую должен сыграть оркестр в стимулировании и продвижении таких американских композиторов, как Джордж Бристоу и Генри Фрай.
В период своей профессиональной карьеры Хилл испытал ряд неудач, связанных с реализацией художественных и коммерческих проектов. Среди них — изобретение пианино, которое никогда фальшивит благодаря использованию маленьких колокольчиков вместо проволочных струн. Для того, чтобы коммерциализовать инструмент, он отправился в Лондон, однако, ему не удалось осуществить свои планы. Кроме того, в Нью-Джерси он сделал неудачные инвестиции в недвижимость. Эти трудности в сочетании с вынужденной отставкой с должности скрипача Филармонии по причине преклонного возраста, как полагают, повлияли на состояние здоровья Хилла. Он умер от передозировки морфина 2 сентября 1875 года в своем доме в Патерсоне. В своей прощальной записке он написал: "Как и зачем должен жить человек, бессильный заработать средства для своей семьи?".